# 保育钧
保育钧（1942年5月9日—2016年5月31日），江苏南通人，蒙古族，中华人民共和国政治人物。

## 生平
1966年毕业于中国人民大学新闻系，历任人民日报社记者、编辑、组长、部主任、编委、秘书长、副总编、华东分社社长。1996年1月任全国工商联副主席，1998年任全国政协副秘书长、第十届全国政协社会法制委员会委员。2016年5月31日在北京因病逝世，享年74岁。

## 头衔
- 中华全国报纸行业经营管理协会会长
- 中华民营企业联合会会长
- 品牌中国产业联盟副主席
- 中国民生研究院高级顾问